# Dazwischen (Album)
Dazwischen ist das siebte Studioalbum der Bayreuther Band Goethes Erben.

## Entstehungsgeschichte
Dazwischen entstand im Zusammenhang mit dem im 2004 aufgeführten Musiktheater Schattendenken. Oswald Henke gab bereits im Anschluss der Theateraufführung bekannt, dass zum Stück noch eine "Schattendenken Box" geplant sei, welche nebst zwei DVDs und einem Kinderbuch, auch eine CD mit der im Musiktheater gespielten Stücken enthalten soll. Zur Veröffentlichung einer solchen Box kam es aufgrund finanzieller Schwierigkeiten jedoch nie. Zudem befand sich die Band zu diesem Zeitpunkt bereits in der Auflösung, auch wenn diese erst im Juli 2012 offiziell bestätigt wurde. Anstatt der angekündigten Box wurde 2005 die CD Dazwischen einzeln veröffentlicht, welche nebst 10 Stücken aus dem Theater zwei neue Lieder und eine Neuaufnahme eines alten Stücks enthält.

## Titelliste
1. Prolog zu einem Märchen – 3:59
2. Tage des Wassers – 3:24
3. Jasmintee – 3:46
4. Alptraumstudio – 3:57
5. Negativmaske – 6:12
6. Opfer statt Wahrheit – 3:53
7. Schattendenken – 6:16
8. Tag nacht einer traumreichen Nacht – 4:04
9. Kopfstimme – 5:59
10. Lebend lohnt es – 3:26
11. Dazwischen – 4:00
12. Schwarzes Wesen – 5:20
13. Zwischenzeit – 4:18

## Single-Auskopplungen
- Alptraumstudio erschien bereits im Mai 2005 und somit noch vor dem eigentlichen Studioalbum. Nebst dem Lied in zwei verschiedenen Versionen sind auf der CD noch zwei Videoclips enthalten. Eines davon ist der Trailer zum damals noch geplanten Schattendenken-Film.
- Tage des Wassers (2006) enthält vier verschiedene Lieder sowie die beiden Videoclips zu den Liedern Prolog zu einem Märchen und Tage des Wassers. Die Clips wurden bereits während des Schattendenken-Theaterstückes verwendet.
- Schwarzes Wesen wurde zwar nicht von der Dazwischen-CD ausgekoppelt, es existiert jedoch eine Musikkassette mit dem Namen Das schwarze Wesen aus dem Jahr 1991, welches die Originalversion des Liedes darstellt. Die auf der Dazwischen-CD befindliche Version wurde musikalisch geringfügig abgeändert, während der Text gleich blieb.